# Qundys Qoschachmet
Qundys Qajyrbekqysy Qoschachmet (kasachisch Құндыз Қайырбекқызы Қожахмет Qūndyz Qaiyrbekqyzy Qojahmet; * 4. März 1999) ist eine kasachische Fußballspielerin.

## Karriere

### Vereine
Qoschachmet begann 2015 ihre Karriere beim Verein FK Aktobe II. 2019 wechselte sie zu Oqschetpes Kökschetau. Seit 2022 spielt sie für FK Tomiris-Turan.

### Nationalmannschaft
Seit 2018 spieltnsie für die kasachische A-Nationalmannschaft. Sie kam unter anderem in der Qualifikation zur FIFA Frauen-Weltmeisterschaft 2019 zum Einsatz.